# Satsuma (slak)
Satsuma is een geslacht van weekdieren uit de klasse van de Gastropoda (slakken).

## Soorten
- Satsuma akiratadai Kameda & Fukuda, 2015
- Satsuma ferruginea (Pilsbry, 1900)
- Satsuma japonica (L. Pfeiffer, 1847)
- Satsuma pekanensis (Rolle, 1911)
- Satsuma rubrolaeva C.-C. Hwang & Chang, 2008
- Satsuma wenshini S.-P. Wu & C-L. Tsai, 2014